# エルウィニア属
エルウィニア属は腸内細菌科に属する無芽胞形成グラム陰性通性嫌気性桿菌。一部を除いて運動性を有する。属名は植物病理学者のアーウィン・フリンク・スミスに因む。
GC比は50から58。グルコース、フルクトース、ガラクトース、スクロース、ラクトースを代謝可能。硝酸を亜硝酸に還元する種や増殖に有機窒素を必要とする種がある。また、一部の種は黄色いカロテノイド色素を生産する。
多くの植物病原菌がこの属に含まれ、火傷病やダイコンやネギ軟腐病、立ち枯れ病などを起こす。そのためこれらの植物病対策として抗生物質が用いられることがある。